# Timokles aus Knidos
Timokles (altgriechisch Τιμοκλῆς) aus Knidos war ein antiker griechischer Bildhauer, der in der zweiten Hälfte des 3. Jahrhunderts v. Chr. tätig war.
Timokles ist heute nur noch von der Signatur auf einer Basis aus lartischem Marmor bekannt. Diese wurde im Heiligtum der Göttin Athene auf Lindos gefunden, damit kann man auch davon ausgehen, dass Timokles hier tätig war. Von der Inschrift weiß man zudem, dass die Statue, die auf der Basis stand, vom Maler Protomachos mit Wachsfarben bemalt wurde.